# Mercader Feliç
El Mercader Feliç (també anomenat Happy Merchant o Jew-bwa-ha-ha.gif) és un nom comú per a una imatge que representa un estereotip d'home jueu amb característiques exagerades. El "Mercader Feliç" és comú en taulers d'imatges com 4chan on és freqüentment utilitzat en un context antisemita.

## Història
La imatge va ser primer creada pel dibuixant A. Wyatt Mann (pseudònim que sona a "A white man" ("Un home blanc") en anglès). El 2015, BuzzFeed va suggerir que Mann era en veritat Nick Bougas. La imatge era part d'una vinyeta que també incloïa un dibuix racista d'un home negre en què es llegia: "Un món sense [jueus] i [negres] seria com un món sense [rates] i [escarabats]". La vinyeta va ser originalment impresa, però va aparèixer en línia al febrer de 2001.
La imatge del jueu que apareixia a la vinyeta va ser retallada i es va començar per estendre a diverses comunitats d'internet, on els usuaris van començar a fer-ne variacions.

## Descripció
La imatge va ser realitzada com a representació derogatòria de persones jueves, emprant molts estereotips sobre els jueus. Aquests inclouen:
- Nas gran en forma de ganxo ("nas jueu").
- Un quipà (barret típic jueu).
- Somriure malèvol i mans fregades per indicar un comportament maquinador i intrigant.
- Llavis prominents i dents semblants a les d'una rata.
- Cabell crespo i barba llarga.[3]

## Ús
La imatge és comuna en comunitats d'internet com 4chan, altres "chan" i altres taulers d'imatges. El 2017, Al Jazeera va tuitejar una imatge que incloïa la imatge al seu compte de Twitter de llengua anglesa oficial. El tuit promovia una història sobre el canvi climàtic, i va insinuar que els jueus estaven darrere del problema. Al Jazeera més tard va eliminar el tuit.
Un estudi publicat per Savvas Zannettou i altres sobre l'antisemitisme online va capturar que aquest preval juntament amb les seves variacions al tauler de 4chan /pol/ i Gab. L'estudi trobat que l'ús de la imatge a /pol/ va quedar en gran part compatible (amb un clímax durant l'atac aeri dels EUA sobre Síria a l'abril de 2017), mentre que l'ús del mem a Gab va augmentar després de la Manifestació Unite the Right a l'agost de 2017. També va determinar que /pol/ influeix en l'expansió del "Mercader Feliç" a altres plataformes de web com Twitter i Reddit.
El mateix estudi també va indicar que el "Mercader Feliç" ha estat incorporat a altres memes comuns del lloc, incloent-hi "Pepe the Frog" ("La granota Pepe").